# Elezioni parlamentari in Somalia del 1969
Le elezioni parlamentari in Somalia del 1969 si tennero il 26 marzo per il rinnovo dell'Assemblea nazionale.
Il 21 ottobre 1969 il colpo di Stato ordito dal generale Siad Barre portò alla costituzione della Repubblica Democratica Somala.

## Risultati
| Liste                                            | Voti    | %     | Seggi |
| ------------------------------------------------ | ------- | ----- | ----- |
| Lega dei Giovani Somali                          | 260.046 | 33,24 | 73    |
| Congresso Nazionale Somalo                       | 77.339  | 9,89  | 11    |
| Partito Costituzionale Indipendente Somalo       | 27.681  | 3,54  | 8     |
| Unione Nazionale Africana Somala                 | 42.006  | 5,37  | 6     |
| Partito Liberale della Gioventù Somala           | 25.639  | 3,28  | 3     |
| Unione Democratica Somala                        | 46.064  | 5,89  | 2     |
| Movimento Popolare per l'Azione Democratica      | 42.629  | 5,45  | 2     |
| Partito Socialista Somalo                        | 31.058  | 3,97  | 2     |
| Partito del Movimento del Popolo Somalo          | 8.531   | 1,09  | 2     |
| Partito Socialista Rivoluzionario dei Lavoratori | 16.742  | 2,14  | 1     |
| Partito di Solidarietà Nazionale Somalo          | 12.269  | 1,57  | 1     |
| Partito Somalo Unito                             | 13.942  | 1,78  | 1     |
| Altri                                            | 178.288 | 22,79 | 12    |
| Totale                                           | 782.234 |       | 123   |